# Partido de Junín
Partido de Junín är en kommun i Argentina.   Den ligger i provinsen Buenos Aires, i den centrala delen av landet, 240 km väster om huvudstaden Buenos Aires. Antalet invånare är 88 664.
Trakten runt Partido de Junín består till största delen av jordbruksmark. Runt Partido de Junín är det ganska glesbefolkat, med 42 invånare per kvadratkilometer.